# Anastasia Pustovoytova
Anastasia Pustovoytova (Jeseník, República Checa, 10 de febrero de 1981) es una árbitra de fútbol de Rusia. 

## Trayectoria
Pustovoytova es internacional FIFA desde 2009 y con 59 partidos de competiciones UEFA en su carrera.
Fue designada en 2017 para dirigir partidos de la Eurocopa Femenina 2017 que se celebró en los Países Bajos.
En 2019 fue designada para la final de la Liga de Campeones Femenina del 18 de mayo entre el Olympique de Lyon y el Barcelona en el estadio Ferencvaros de Budapest.
También fue designada, el mismo 2019, para dirigir partidos de la Copa Mundial Femenina de Fútbol de 2019 que se celebró en Francia.
Pustovoytova fue seleccionada para dirigir en el torneo femenino de los Juegos Olímpicos de Tokio 2020. En el evento arbitró tres partidos, incluyendo la final por la medalla de oro diputada entre las selecciones de Suecia y Canadá.